# Мізерія
Мізе́рія, також зеленець (пол. mizeria) — салат з огірків у сметані, традиційна страва галицької та польської кухні. Його подають, переважно, як холодний гарнір до м'яса або риби. Назва салату походить від французького слова «misère» (злидні, убозтво) й, очевидно, висловлює зневажливе ставлення польської аристократії до цієї традиційної селянської страви.
Салат готується з нарізаних свіжих огірків зі сметаною, сіллю, перцем та кропом. Іноді додають ще оцет, цукор, мускатний горіх або інші приправи. Як і у випадку з іншими національними стравами, існує безліч варіацій цього простого рецепту. Нині цей салат також часто подають до барбекю, оскільки його легко приготувати в великих кількостях.